# Guinea española
La Guinea española (oficialmente desde 1904 Territorios Españoles en el Golfo de Guinea y desde 1959 Región Ecuatorial) la componían un conjunto de territorios insulares y continentales controlados por España desde 1778 en el golfo de Guinea y en el golfo de Biafra, en África Central. Formaban parte del África española, como el protectorado español de Marruecos, Ifni y el Sahara español. Se convirtió en el Estado independiente de Guinea Ecuatorial el 12 de octubre de 1968. 
Los españoles obtuvieron los primeros territorios en esta zona por el Tratado de San Ildefonso de 1777 y el Tratado de El Pardo de 1778. Tras unos años de relativo abandono en los que incluso hubo una breve ocupación inglesa, se afianzó la posesión española tras una expedición de Juan José Lerena y Barry a Fernando Poo (actual Bioko) en 1843. El territorio con las fronteras definitivas se formó a partir de la unión de la zona continental llamada Río Muni (protectorado español desde 1885 y colonia desde 1900, delimitado por el Tratado de París), la isla de Fernando Poo (colonia desde 1843) y las islas de Elobey, Annobón y Corisco.

## Historia

### Antecedentes (1472-1778)
Bartolomé de las Casas explicó que los musulmanes del noreste de África usaban el término guinauha para hablar de los asentamientos de negros wólof que había desde Mauritania. Ese término significa solamente "tierra de negros". De ahí los navegantes portugueses habrían obtenido el topónimo "Guinea".
El explorador portugués Fernando Poo es considerado el primer europeo en pisar la isla de Bioko en 1472 y, aunque la llamó Formosa, acabó siendo conocida por su nombre. En 1492 los portugueses Pedro Escobar y João de Santarém descubrieron la isla de Annobón. Estas dos islas, junto con Santo Tomé y Príncipe, fueron agrupadas en la gobernación portuguesa del Golfo de Guinea. En el siglo XV Juan II de Portugal obtuvo el título de "señor de Guinea".
La presencia portuguesa en este lugar debió ser breve, si es que la hubo, porque en el siglo XVII consta que no había. Su compleja orografía no la hacía fácil para el cultivo. Hay constancia de esclavos fugitivos o cimarrones que se asentaron en el sur de la isla tras fugarse de Santo Tomé o de Príncipe y se mezclaron con los nativos del lugar, llamados bubis. La escasa población de la isla de Fernando Poo y la ausencia de un poder centralizado nativo que les proporcionase esclavos llevó a los neerlandeses en el siglo XVII a desistir de situar aquí un enclave esclavista.
Tras el breve paso de los neerlandeses, los portugueses crearon la Compañía de Corisco en una isla guineana como base para el comercio de esclavos. Todos los tratados internacionales reconocieron a Portugal como proveedora de esclavos en esa región.
En 1770 los portugueses mandaron a Fernando Poo una expedición. Fueron recibidos con desconfianza y pudieron ver que los bubis tenían presos a cinco británicos por secuestrar a nativos para hacerlos esclavos. En 1772 los portugueses mandaron otra expedición a la región. Las dos expediciones se limitaron a intercambiar regalos con los nativos y se marcharon sin construir nada ni dejar guarniciones.
El 5 de marzo de 1777 el virrey del Río de la Plata, Pedro de Cevallos, conquistó a los portugueses la isla Santa Catarina, situada entre Río de Janeiro y Buenos Aires.
El conde de Floridablanca intervino en la elaboración de un tratado en el Real Sitio de San Ildefonso el 1 de octubre de 1777 que fue ratificado en el Monasterio de San Lorenzo de El Escorial el 11 de octubre del mismo año. En virtud de este tratado, España devolvía a Portugal la isla Santa Catarina a cambio del control exclusivo del Río de la Plata, con la Colonia del Sacramento y los campos del Ibicuy. Este tratado incluía, además, tres cláusulas secretas para la entrega a España de territorios en África.
El 24 de marzo de 1778 el monarca español Carlos III firmó en el Palacio Real de El Pardo un tratado de "Amistad, garantía y comercio" entre España y Portugal para intentar relajar la dependencia de Portugal con Inglaterra, lo que evitó que Portugal entrase en guerra cuando España comenzó el conflicto con los británicos en 1779. Se establecía también el matrimonio entre el infante portugués Juan con Carlota Joaquina de Borbón, hija del príncipe de Asturias. También se daban unas condiciones más favorables a personas, comerciantes y barcos entre ambos países. En este tratado también se habló públicamente de la entrega de Portugal a España de la isla de Annobón, un indefinido "derecho" o "acción" sobre Fernando Poo y el derecho a negociar con las costas continentales africanas opuestas, si bien los súbditos portugueses podrían comerciar y establecerse en igualdad de condiciones.

### Primera presencia española (1778-1827)

Evolución de las posesiones y reclamaciones españolas en el Golfo de Guinea (1778-1968).

En 1777 Carlos III envió al virrey Cevallos instrucciones reservadas que indicaban que los territorios cedidos por Portugal en África formarían parte administrativamente del virreinato del Río de la Plata y estarían sujetos a las Leyes de Indias. También se informaba al brigadier conde de Argelejo de que debía comandar una expedición para tomar posesión de estos lugares.
Las instrucciones reservadas proponían que se situasen en Annobón unas instalaciones para comerciar con esclavos negros. También indicaban que las islas de Fernando Poo y Annobón podían ser una escala antes de doblar el cabo de Buena Esperanza en rutas en barco con Filipinas. Esto resultó falso, porque las corrientes y los vientos hacían más recomendable detenerse en las Islas Canarias. Detenerse en los enclaves del Golfo de Guinea en las rutas con Filipinas podía traer semanas de retraso. Las instrucciones continuaban diciendo que debía de situarse sendos establecimientos para guarniciones permanentes en Fernando Poo y Annobón con acceso a agua y recursos para subsistir, dejando en estos lugares también artillería.
Se mandaron desde Cádiz la fragata Santa Catalina, al mando de José Varela Ulloa, y desde Ferrol la fragata Nuestra Señora de la Soledad, al mando de Ramón Topete, hacia Montevideo. En esta ciudad se les unió el bergantín Nuestro Señor Santiago, al mando de José de Grandallana. La expedición zarpó de Montevideo el 17 de abril de 1778 al mando del conde de Argelejo. El segundo al mando fue el coronel de artillería Joaquín Primo de Rivera. Como no conocían bien el territorio africano y los comisarios portugueses se retrasaron los españoles estuvieron parados en Príncipe durante meses. El 24 de octubre los españoles levantaron el acta de posesión de Fernando Poo.
En el acta firmada el 24 de octubre de 1778 en San Carlos (la actual Luba) por el comisario portugués, el capitán Luis de Castro, se decía que Portugal:

Cedía y dimitía toda jurisdicción, regalía, dominio, acciones y derechos que su soberana tenía en esta isla de Fernando Poo a Su Majestad el Rey Católico de España para que el mismo señor y sus sucesores la gocen y posean como suya propia, y pertenezca al Reino de España.

El conde de Argelejos murió de una enfermedad el 14 de noviembre de 1778, quedando al mando Joaquín Primo de Rivera.
El 24 de noviembre de 1778 los españoles desembarcaron en Annobón y se reunieron con el jefe nativo del lugar. Un comisario portugués, fray Luis de Cayetano, comunicó a los nativos que la isla había sido cedida a España, les pidió que prestasen fidelidad al rey de España y les dijo no se les trataría como esclavos. Como los nativos reaccionaron de forma hostil ante la presencia de europeos en la isla el portugués dio su labor por concluida para evitar enfrentamientos. Miguel Primo de Rivera navegó luego para reconocer las costas de la isla y mandó la fragata Santa Catalina a España para informar de que no se había producido una entrega formal mediante acta. El conde de Floridablanca pensó que bastaba con lo realizado para considerar la isla española.
En 1779 el teniente de navío Guillermo Carbonell realizó el primer reconocimiento exhaustivo de la isla de Fernando Poo a bordo de la sumaca Nuestra Señora de la Concepción. Fue él quien recomendó el lugar para fundar el poblado de La Pura y Limpia Concepción (donde actualmente se encuentra Riaba). Las muertes por enfermedades, el aislamiento y los enfrentamientos con los nativos complicaron la situación. El sargento Jerónimo Martín lideró un motín, apresó a Joaquín Primo de Rivera y, a finales de octubre de 1780, ordenó embarcar en el navío Santiago, llegado desde Tenerife al mando del capitán Juan Nepomuceno Morales, y abandonar el poblado rumbo a Santo Tomé.
En Santo Tomé, Joaquín Primo de Rivera recuperó el mando y planeó regresar a Fernando Poo pero los portugueses no se lo facilitaron y los expedicionarios españoles se negaban. En lugar de regresar a España, pensaron en evitar a los británicos yendo a Bahía de Todos los Santos. Con este propósito, adquirieron la fragata portuguesa Nuestra Señora del Carmen y en el bergantín Santiago, que comerciaba con Canarias. Llegaron a aquel enclave brasileño relativamente neutral en febrero de 1782 y permanecieron ahí hasta que, en febrero de 1783, regresaron a Montevideo.
El artículo 13 del Tratado de El Pardo de 1778 daba derecho a España a comerciar con los puertos que se encontraban en "el río Gabón, de los Camarones, de Santo Domingo, de Cabo Formoso y otros de aquel distrito". José Varela Ulloa consideró en un informe que Portugal había obrado mal con este artículo porque en cabo Formoso no había europeos, el comercio en el río Camarones era insignificante, el río Santo Domingo no se encontraba en la costa o tenía otro nombre y en el comercio con Gabón participaban libremente otras naciones.

### Ocupación británica (1827-1843)

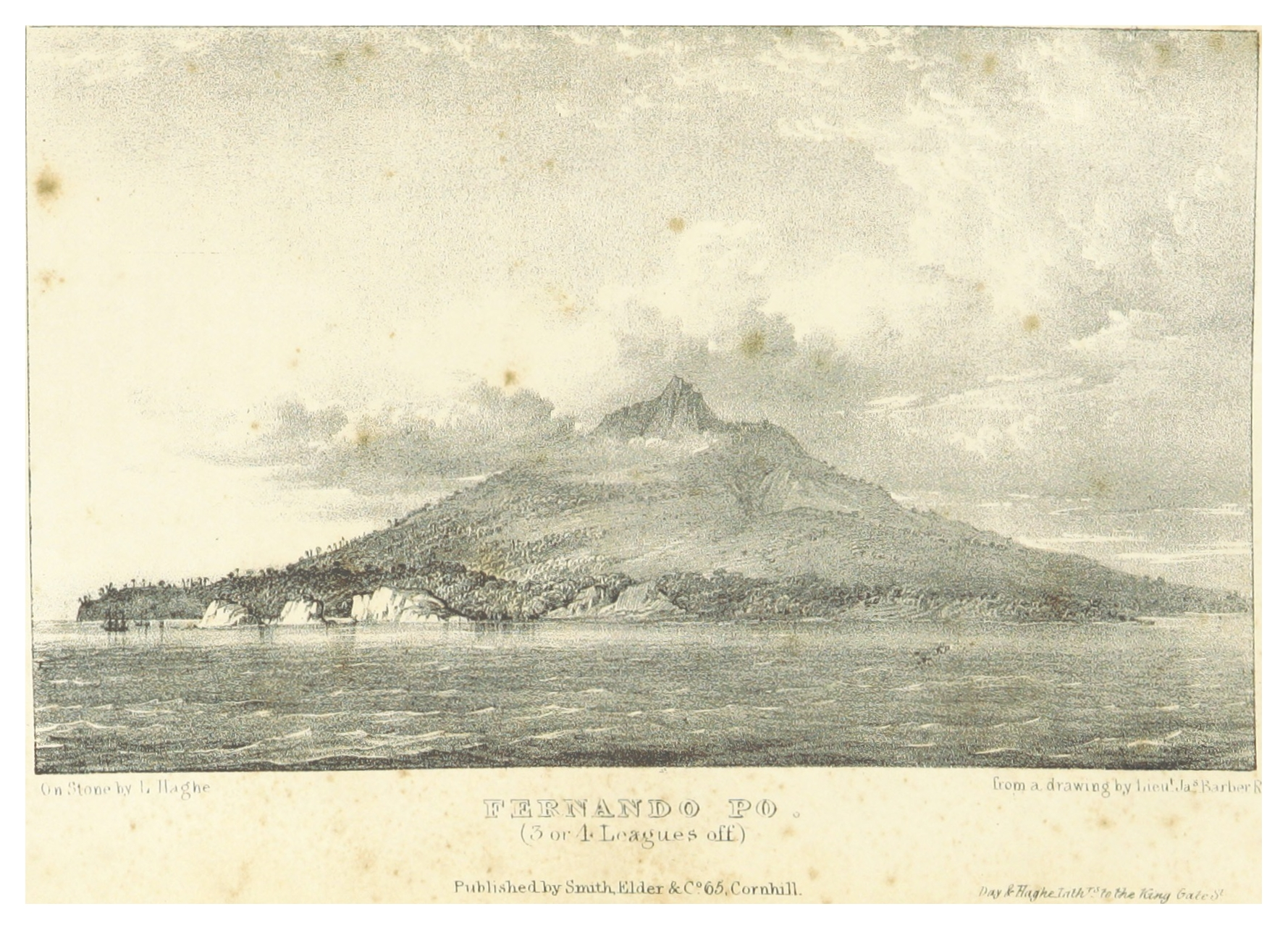
Ilustración de la isla de Fernando Poo en 1840.

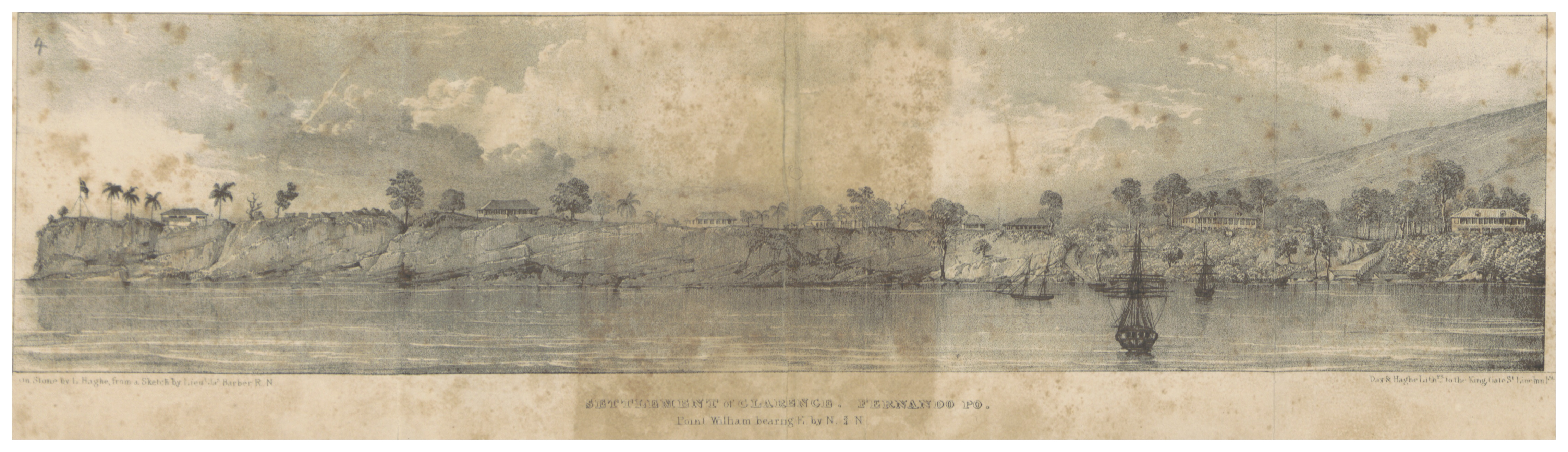
Ilustración de Port Clarence en 1840.

Comerciantes británicos empezaron a establecerse en Fernando Poo para abastecer a los barcos que iban al sur de África y la India. Tras esto llegaron a la isla misioneros británicos y estadounidenses desde Camerún, Sierra Leona y otros lugares cercanos de África.
En 1827 España permitió que el capitán británico William F. Owen se instalase en la isla de Fernando Poo y fundase la ciudad de Clarence (luego Santa Isabel y hoy Malabo) con el propósito de reprimir el comercio de esclavos en la región. Los esclavos liberados eran transportados a esta isla. En octubre de 1828 consta que Clarence tenía 747 habitantes siendo 120 de Sierra Leona y 241 de otras zonas costeras africanas.
En 1831 los británicos propusieron a España cambiar Fernando Poo por la isla Vieques (conocida en inglés como Crab Island), cerca de Puerto Rico, pero los españoles no aceptaron.
En 1831 el médico Marcelino Andrés y Andrés realizó una expedición por Fernando Poo y en 1836 el catedrático de Náutica José de Moros y Morellón realizó otra por esta isla y por Annobón.
Por entonces había un depósito de esclavos en Corisco, donde operaban negreros como Pedro Blanco. Sin embargo, esa isla todavía no era de soberanía española.
En 1834 los británicos cesaron oficialmente su estancia en Fernando Poo para fundar tribunales contra la trata de esclavos en Freetown. Sin embargo, en Clarence quedó una nutrida población británica. John Beecroft, representante de una compañía comercial, controló la isla muchos años contando con una milicia de voluntarios armados de 120 personas.
En 1840 los británicos atacaron las factorías de Corisco y apresaron al dueño de una, llamado Miguel Pons. España dijo que no todas esas factorías se dedicaban a la trata de esclavos y que los británicos solo intentaban deshacerse de competencia comercial. Finalmente, Miguel Pons fue liberado en Cuba.
En 1839 el primer ministro británico Lord Palmerston quiso comprar Fernando Poo. En 1841 el presidente español Baldomero Espartero presentó ante las Cortes un proyecto de ley para vender Fernando Poo a los británicos por una cantidad que cubría solamente los intereses de la deuda contraída con el Reino Unido en 1828. La opinión pública se opuso y la venta se paralizó.

### Dominios españoles en Guinea (1843-1968)

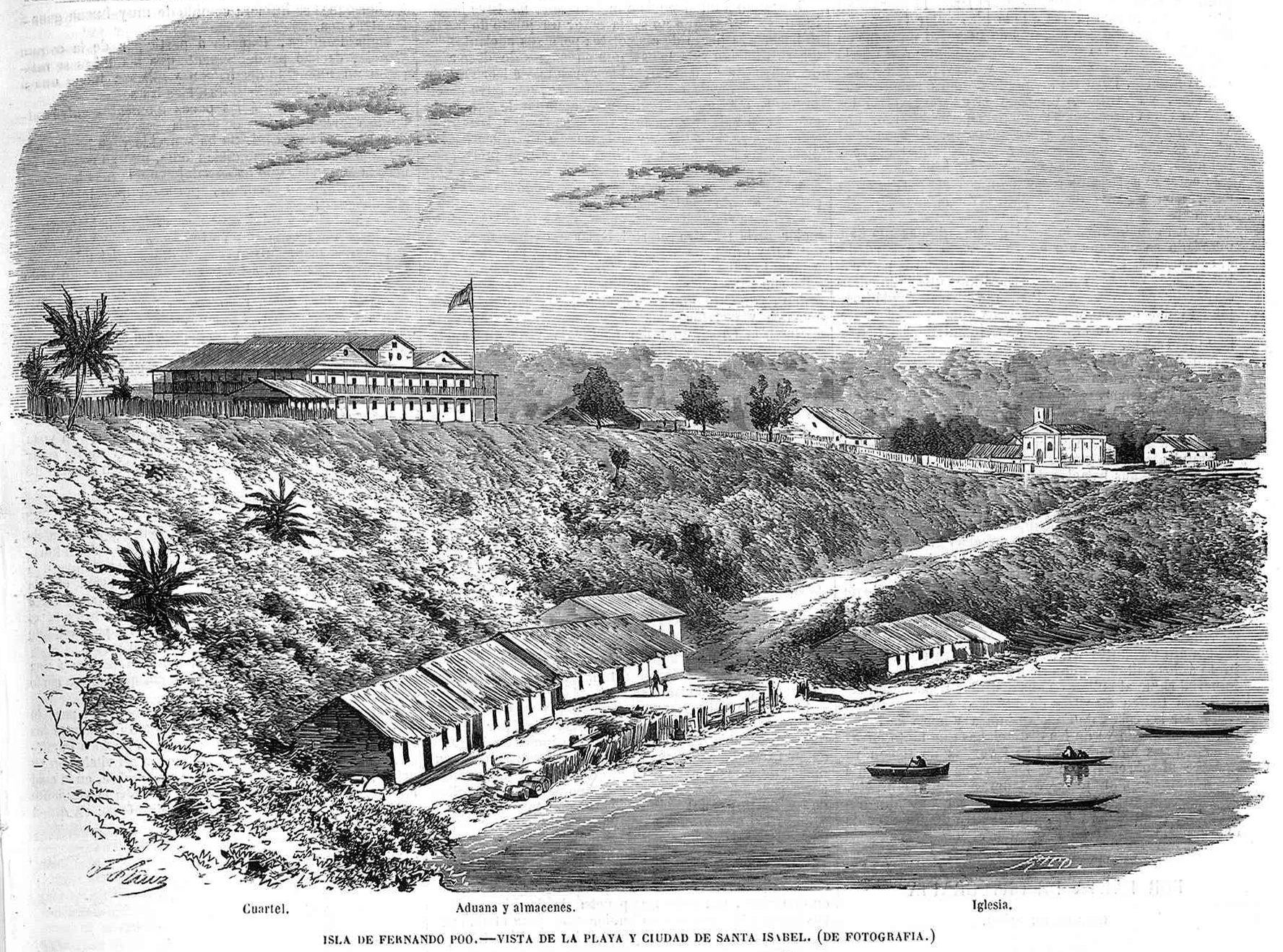
Santa Isabel (actual Malabo), en torno a 1857, en El Museo Universal.

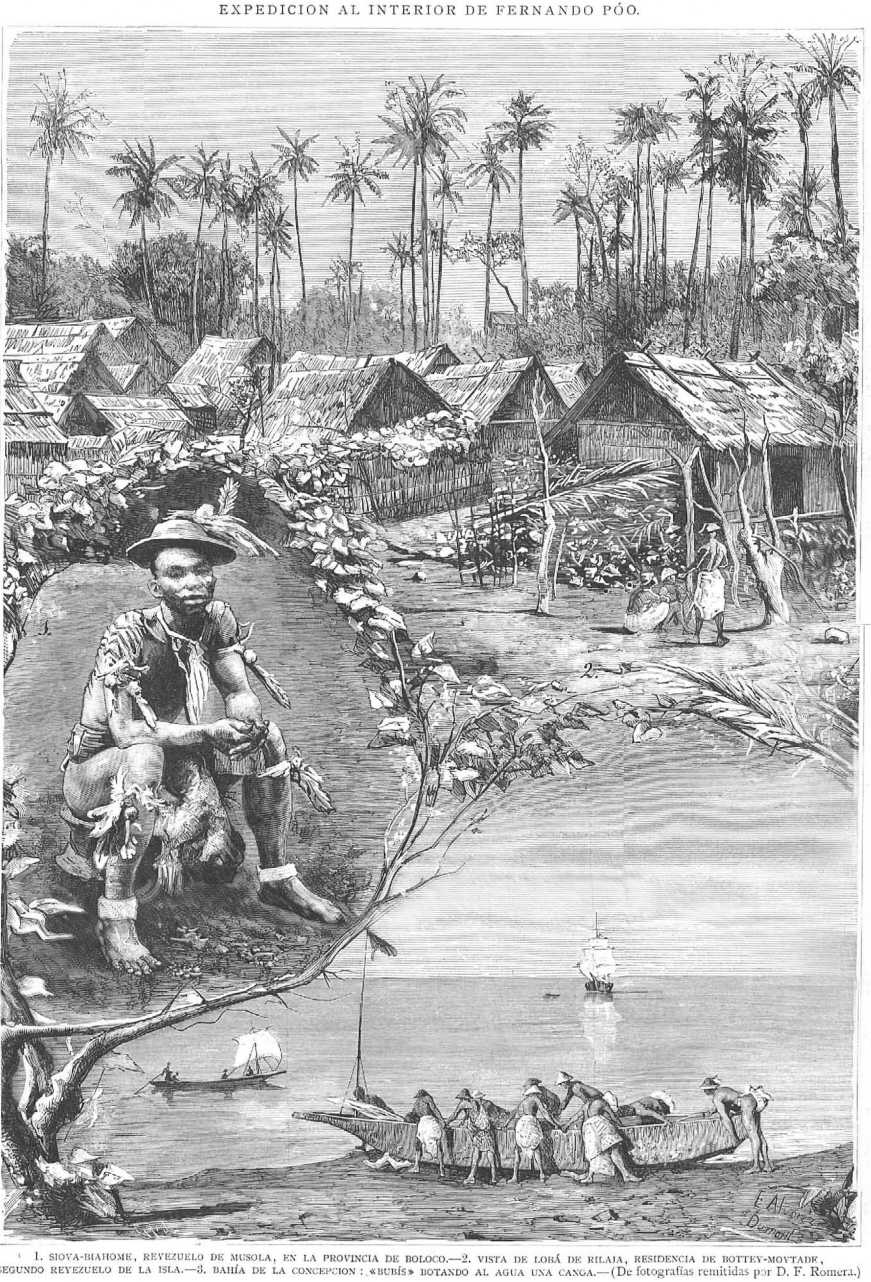
Grabado de una expedición al interior de Fernando Poo, del año 1883.

Los españoles querían conocer el tribunal mixto de Sierra Leona que reprimía la trata de esclavos que realizaban españoles como Pedro Blanco, Baltasar Simó y Francisco Vinent desde Gallinas y Corisco, concretar los derechos españoles en las costas africanas y sentar las bases de una colonización. Para ello, partió de Ferrol el 18 de diciembre de 1842 en el bergantín Nervión el capitán de fragata Juan José Lerena y Barry con el cargo de comisario regio. Lerena llegó el 8 de enero de 1843 a Sierra Leona y escuchó en el lugar las quejas de los españoles.
El 27 de febrero de 1843 Lerena proclamó como soberana a Isabel II en Fernando Poo. El 6 de marzo dejó como gobernador de la isla a Beecroft e instituyó tribunales y fuerzas del orden.
Lerena habló el 13 de marzo con quien consideró rey de Corisco y Elobey, Bonkoro, logrando un acuerdo verbal de adhesión de los nativos bengas a los cuales se les daba la nacionalidad española conforme a la constitución española de 1837.
El 10 de abril de 1843 el gobernador de Fernando Poo se reunió en un Consejo donde se aprobaron unas ordenanzas que debieron haber sido redactadas o supervisadas por Lerena.
El 22 de marzo Lerena llegó a Annobón, donde nombró a un gobernador y partió el 25 de marzo. La expedición llegó a Cádiz el 15 de mayo. Lerena fue ascendido a capitán de navío y en diciembre de 1843 el Gobierno le concedió a él y a los otros expedicionarios la recién creada Cruz de Fernando Poo.
El 6 de noviembre de 1843 se reunió en España la Comisión de Colonización con José Gastero Serrano, del Ministerio de Estado, Jorge Pérez Lasso de la Vega, del Ministerio de Comercio, y Juan José de Arguindegui, del Ministerio de Ultramar para colonizar las posesiones españolas del golfo de Guinea y organizarlas administrativamente. La Comisión de Colonización tenía interés en la madera, las factorías comerciales y la pesca. También se contemplaba luchar desde allí contra la trata de esclavos para cumplir con los tratados de 1817 y 1835. Se buscaba también restar influencia a los misioneros baptistas o incluso expulsarlos. Se pensó que Lerena podía realizar otra expedición a los mismos lugares, e incluso se le dieron instrucciones reservadas para ello, pero el dinero del viaje tuvo que gastarse el sofocar la Rebelión de Boné en Alicante y motines en Cartagena en 1844.
El 28 de julio de 1845 salió de Cádiz la corbeta Venus, comandada por el capitán de fragata Nicolás de Manterola, con Adolfo Guillemard de Aragón, cónsul en Sierra Leona y juez del tribunal mixto de represión de la trata de esclavos, y los misioneros Jerónimo Usera y Juan del Cerro. Pasaron por Canarias, Sierra Leona, Cabo Verde y Acra. El 25 de diciembre llegaron a Fernando Poo. Por Real Orden del 30 de septiembre de 1845 el Gobierno español expulsaba a los religiosos baptistas de Fernando Poo y no autorizaba otra religión que no fuese la católica. Con esta norma presente, Guillemard dio un plazo de un año y tres meses a los religiosos baptistas para irse, lo que indignó a Usera, que quería que la expulsión fuese inmediata.
Tras llegar a Clarence se encontraron residiendo allí a 15 ingleses y unos 900 africanos.. El cónsul también descubrió que el gobernador Beecroft se llevaba un 5% de las ventas que tenían lugar en la isla y opinó que no sabía nada de derecho ni de orden público. Los expedicionarios llegaron hasta una población nativa cuyo jefe era Banapá.
Guillemard concedió a una escuadra francesa unos terrenos en Fernando Poo para que estableciesen una base carbonera para sus barcos similar a la que ya tenían los británicos. También notificó a las autoridades francesas en Gabón que España tenía derechos sobre las islas de Corisco, Elobey Grande, Elobey Chico y la costa continental entre el río Campo y el cabo de Santa Clara.

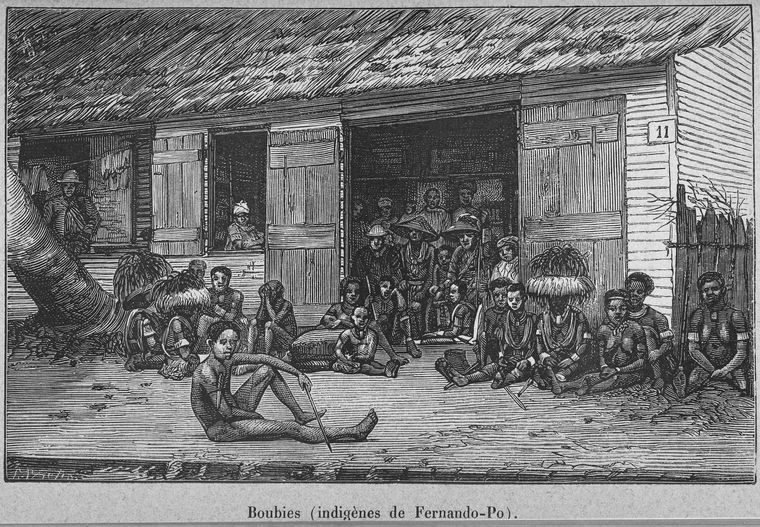
Grabado de 1875 donde se observan bubies, indígenas de Fernando Po.

El 3 de febrero de 1846 la corbeta Venus partió de Fernando Poo dejando allí a los misioneros Jerónimo Usera y Juan del Cerro, al artillero Francisco Ramírez y a dos nativos, Felipe Quir y Santiago Yegüe, que habían sido previamente llevados a Madrid por Lerena y habían sido bautizados en la Capilla Real, siendo sus madrinas Isabel II y María Cristina. Guillemard regresó a Cádiz en mayo de 1846.
El capitán general de Cuba, Leopoldo O'Donnell, temía que los negros liberados en Cuba de la esclavitud fueran subversivos y propuso en 1844 mandarlos a África. El 13 de septiembre de 1845 se aprobó un Real Decreto para mandar a Fernando Poo a todos los negros y mulatos cubanos que voluntariamente lo desearan.
Por Decreto del 10 de enero de 1846 se cambió el nombre de Clarence por el de Santa Isabel.
El 10 de octubre de 1855 Miguel Martínez Sanz, capellán de honor de la reina Isabel II y párroco de Chamberí, obtuvo de Propaganda Fide la creación de la Prefectura Apostólica de Fernando Poo.
El 14 de mayo de 1856 llegó a Fernando Poo una misión dirigida por el prefecto Martínez Sanz. Iban con él 13 religiosos y 14 religiosas. La misión fue un fracaso porque los bubis no se dejaban evangelizar y no se construyeron ni una iglesia, ni un hospital, ni una escuela por falta de colaboración de los nativos. El entonces gobernador era el británico James W. B. Lynslager, que tuvo que atender a los misioneros dada su falta de medios.
Martínez Sanz también estuvo en la región del Muni y trajo a España un documento firmado por los reyes bengas Otambo e Ybaja donde expresaban su deseo de que ellos, su pueblo, sus sucesores y sus tierras fuesen españolas. Seis meses después de su llegada a Fernando Poo, el misionero Martínez Sanz fue llamado a Madrid porque se descubrió que diez años antes había cometido delitos en Roma. El sacerdote Ambrosio Roda permaneció al frente de la misión hasta abril de 1857, cuando escribió al ministro de Ultramar que todos los religiosos se habían marchado.
Por Real Orden del 22 de marzo de 1858 se encargó al capitán general del Departamento de Cádiz pertrechar los barcos que participarían en una expedición para la colonización efectiva de estos territorios africanos. El 7 de abril se redactaron una instrucciones reservadas que decían que debía izarse la bandera española en este lugar "con la mayor solemnidad posible" y que había que prestar ayuda a la gente y las embarcaciones españolas que "traficasen" por allí.
La expedición partió el 19 de abril de 1858 con el vapor Núñez de Balboa, el bergantín Gravina, la goleta Cartagena y la urca Santa María. Iba comandada por el gobernador Carlos de Chacón y Michelena, que sustituiría a Lynslager. Iban un grupo de trabajadores, tales como herreros o carpinteros, y llevaban medicinas para establecer un hospital. También iba un grupo de misioneros jesuitas encabezados por José Irisarri. Estos misioneros estarían pagados por los Presupuestos Generales del Estado y gozarían de autonomía en sus labores.
EL 23 de julio de 1858 Chacón consiguió que los indígenas que habitaban la zona de la costa del cabo de San Juan y las islas de Corisco, Elobey Grande y Elobey Chico se sometiesen a soberanía española. Chacón le dio al rey Munga I la carta de  nacionalidad española y el cargo de teniente de gobernador y al rey Bonkoro II le dio también la carta de nacionalidad y un bastón de mando.
En 1858 el Gobierno español, presidido por Leopoldo O'Donnell, promulgó un estatuto orgánico para Fernando Poo, Annobón, Corisco y dependencias y cabo de San Juan. Este reconocía a esos territorios una administración pública española, protección militar (en virtud de lo cual se mandó a unidades del Ejército y se creó una estación naval de la Armada en Fernando Poo) y financiación vinculada a la cubana. Este estatuto, realizado por decreto, establecía una diferencia entre colonos (españoles) y nativos y se impedía a las Cortes españolas decidir cosas sobre estos territorios salvo en materia presupuestaria, ya que el dinero para estos venía de los presupuestos generales aprobados por los parlamentarios.
En septiembre de 1859 llegó a Fernando Poo el siguiente gobernador, José de la Gándara. Con él llegó un grupo de colonos españoles, muchos de los cuales murieron de enfermedades y el resto regresaron.
Por Real Orden de 1861 el Gobierno español autorizó en envío a Fernando Poo de 200 cubanos voluntarios negros y mulatos emancipados de la esclavitud que trabajaban en obras públicas, pero como no se consiguió esa cifra se completó con 60 que habían solicitado entrar en la infantería colonial. En 1866 se decidió deportar de Cuba a Fernando Poo a 176 rebeldes cubanos, algunos de lo cuales eran blancos, que se juntaron allí con revolucionarios andaluces enviados entre 1861 y 1862. En 1869 se repitió la operación con otros 250 cubanos.
En 1868 el ministro de Ultramar, Adelardo López de Ayala, aprobó un nuevo decreto sobre el territorio donde admitía que su colonización aún estaba en proceso. Se concedían terrenos a los colonos, el viaje al lugar sería gratuito, se concedía a los nativos la propiedad colectiva de sus poblados y la individual de sus tierras de cultivo y casas y se declaraban los puertos guineanos como francos. También se daba igualdad de derechos a nativos, españoles y extranjeros que se estableciesen allí y se les respetarían su religión, usos y costumbres siempre que no fuesen contra la moral o el orden público.
El gobierno surgido de la Revolución de 1868 redujo al año siguiente la presencia militar en Fernando Poo por motivos presupuestarios hasta quedar solamente la estación naval. El 26 de octubre de 1872 se publicó un nuevo decreto orgánico sin ninguna novedad fáctica.
En 1875, con apoyo de la Sociedad La Exploradora de Vitoria, Manuel Iradier realizó una expedición por los territorios del río Muni. En 1884 realizó una segunda expedición a territorio continental del golfo de Guinea a cargo de la Sociedad Española de Africanistas y Colonistas. En ambos viajes constató la ausencia en el terreno de factorías comerciales españolas y la presencia en el terreno de alemanes, franceses e ingleses. En su segundo viaje, Iradier consiguió que 101 jefes nativos se sometiesen a la soberanía española por una subvención anual de 2.150 pesetas incorporando al país 14.000 kilómetros cuadrados de territorio.
El 26 de noviembre de 1880, siendo ministro de Ultramar Cayetano Sánchez Bustillo, se promulgó un nuevo decreto orgánico en el cual la presencia militar colonial seguía limitada a la estación naval de Fernando Poo.
En marzo de 1881 desembarcaron en Santa Isabel 267 deportados políticos cubanos.

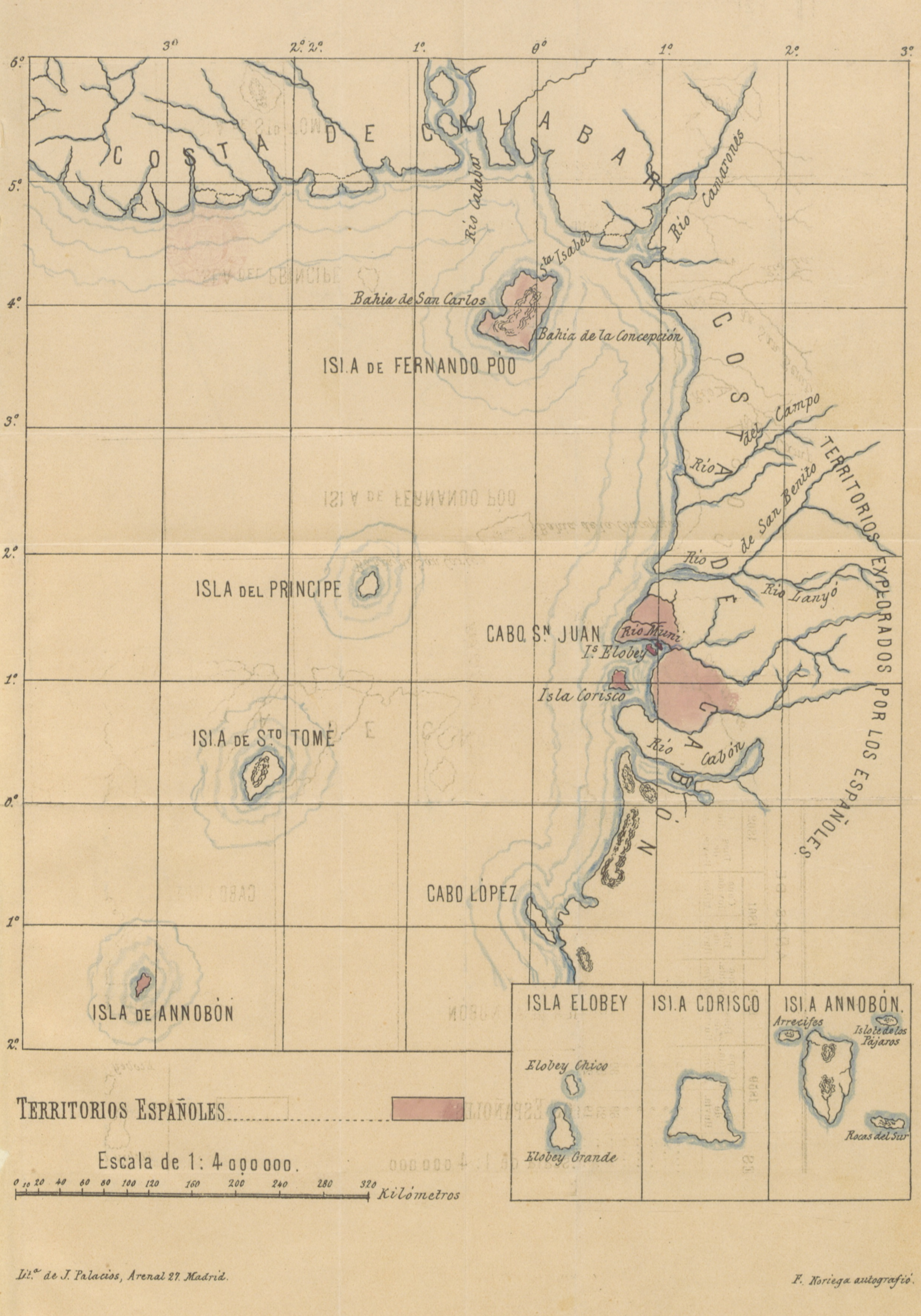
Mapa de las posesiones españolas en el Golfo de Guinea en 1897, antes del Tratado de París de 1900.

Mapa de Río Muni, la parte continental de la Guinea Española, año 1903.

En 1883 llegaron los Misioneros del Inmaculado Corazón de María (claretianos) y en 1885 las Hermanas de la Concepción.
Por entonces, Francia empezó a ocupar con barcos militares y factorías comerciales el río Muni, llegando a poner en 1883 una aduana en su desembocadura.
El 15 de noviembre de 1884 empezó la Conferencia de Berlín, en la cual participó España. Esta reunión emitió un acta general el 26 de febrero de 1885, en cuyo artículo 34 se habla de los protectorados africanos de una potencia, que debían ser respetados internacionalmente por las demás. En virtud de esta conferencia, España pudo hacer valer internacionalmente su posesión del litoral africano frente a Canarias y sus posesiones en el golfo de Guinea.
El 20 de junio de 1885 España y Alemania firmaron en Berlín un protocolo que establecía una frontera entre los territorios de ambos países en el río Campo. Sin embargo, el 24 de diciembre del mismo año Alemania y Francia firmaron que el río Campo fuese la frontera entre ambos dejando en la zona continental española solamente cabo San Juan.
Se tuvieron noticias de que el explorador francés Pierre Savorgnan de Brazza pretendía explorar el río Benito y unir ese territorio a Gabón, limitando el territorio español continental al cabo San Juan. En julio de 1885 el gobernador José Montes de Oca y Aceñero partió de Santa Isabel para remontar los ríos Benito y Campo, en el territorio continental.
Durante la expedición navíos alemanes se acercaron a San Carlos (Luba) y, para evitar una ocupación alemana de Annobón, Montes de Oca mandó al comandante de la goleta Ligera que regresase a Fernando Poo, tomase a un grupo de misioneros, los llevase a Annobón y nombrase al superior de los mismos gobernador de dicha isla con el encargo de izar en ella la bandera española.
En 1887 Claudio López Bru, II marqués de Comillas, estableció una línea con barcos transatlánticos cada tres meses que comunicaba Cádiz con Santa Isabel, continuando luego hasta San Carlos. En 1900 estos viajes empezaron a tener lugar cada dos meses.
El 17 de febrero de 1888, siendo ministro de Ultramar Víctor Balaguer, se promulgó un nuevo decreto sobre las llamadas "posesiones españolas en el golfo de Guinea" aplicándoles el calificativo de "colonia".
En 1890 el II marqués de Comillas financió una expedición a los territorios españoles en el golfo de Guinea en la que zarpó de Barcelona y en la que participaron Emilio Bonelli, José Valero Berenguer y Luis Huici. Estos fundaron factorías comerciales en la zona. En la zona continental Valero fundó una en Cabo San Juan y dos en ambas orillas del río Benito el lugares llamados Bolondo y Membale. Por entonces, los claretianos españoles se habían instalado en Cogo, también en territorio continental africano.
El 24 de diciembre de 1894 el gobierno español aprobó un reglamento de colonización que ordenaba la entrega a cada colono de una casa, dos hectáreas con quinientos pies de cafetos y otros quinientos pies de cacaos, herramientas de trabajo, 50 pesos para gastos y un salario mensual durante 3 años. En la década de 1880 había cien hectáreas de cultivos y se pasó a 4.000 hectáreas en 1895.
En diciembre de 1896 llegaron 269 deportados cubanos y filipinos. Para vigilar el territorio, se mandó a Fernando Poo en enero de 1897 a 61 hombres de la infantería de Marina.
En 1897 hubo un conflicto en Fernando Poo entre el encargado de una finca en Concepción y los bubis. Con ese motivo, el gobernador Adolfo de España y Gómez de Humarán realizó una expedición al interior de la isla en febrero de ese año. Estuvo en Concepción y en el poblado del rey Moka, así como en otros poblados, como Musola, donde los nativos dieron muestras de reconocimiento y respeto.
España y Francia firmaron el Tratado de París de 1900 para determinar los límites del territorio guineano español, quedándose España con la posesión de 25.000 kilómetros cuadrados y cediendo a Francia una parte del Sahara. El tratado, de diez artículos, fijaba en su artículo cuarto los límites de los territorios españoles. Dio libertad de navegación y pesca a franceses y españoles en el río Muni, siendo la frontera de las posesiones españolas limitada por el meridiano 9º Este de París, el río Campo al norte y el río Muni al sur. También se daba un derecho de opción a compra a Francia en el caso de que España quisiese vender sus territorios.
En 1901 se creó una Comisión Regia para explorar el territorio. Esta organizó una expedición al mando de Pedro Jover y Tovar. Un equipo formado por Eladio López Vilches, Manuel Nieves y Amado Osorio Zabala tuvo como misión realizar un mapa con los hitos fronterizos. Un segundo equipo con José Gutiérrez Sobral, Emilio Borrajo y Enrique D'Almonte y Muriel exploró el territorio interior continental. Un tercer equipo con Manuel Martínez de la Escalera y Federico Montaldo se dedicó a la investigación de flora, fauna y minerales.
El cambio de autoridad de francesa a española en Bata provocó disturbios entre la población local en mayo de 1902. Por otro lado, los fang o pamúes se expandían hacia la costa a costa, donde estaban los nativos ndowes. Los nativos bengas, ante el avance fang, se refugiaron en Corisco y fueron mermando de 1.300 personas en 1891 a 718 en 1902. Los fang intentaron quemar un cuartel y factorías de los españoles en Bata en 1902. Los españoles se defendieron con ayuda de nativos, algunos de los cuales fueron premiados con cruces navales pensionadas en 1903.
En 1903 el gobernador José de Ibarra y Autrán envió al ministerio una lista de 65 jefes africanos de los alrededores de Bata que reconocían la soberanía española, entre los cuales había algunos fang.
En 1903 los misioneros españoles crearon el que fue el periódico más popular de la región, llamado La Guinea Española, que existió hasta 1969.
El Decreto Orgánico del 12 de julio de 1904 consolidó a Guinea como colonia porque daba por obtenido todo el territorio continental y configuraba políticamente el territorio. Estableció la siguiente organización territorial en su artículo 1º:

Las islas de Fernando Poo, Annobón, Corisco, Elobey Grande y Elobey Chico y el territorio continental de Guinea, cuya soberanía quedó reconocida a España por el Tratado con Francia de 27 de Junio de 1900, constituirán, para los efectos de su gobierno y administración, una sola entidad legal, denominada oficialmente «Territorios españoles del Golfo de Guinea», y dividida en cuatro distritos: Fernando Poo, Bata, Elobey y Annobón.

El Decreto Orgánico de 1904 limitó la autoridad del gobernador en los artículos 4º.12, 6º y 7º. Por otro lado, las normas emitidas por el gobernador empezaron a quedar recogidas en 1904 en el Boletín Oficial de los Territorios Españoles del Golfo de Guinea.

Mapa de 1914 donde se muestra el reparto de África, realizado por las potencias europeas colonizadoras, acelerado tras la Conferencia de Berlín de 1885. En este mapa la parte continental de la Guinea Española (Río Muni) se encuentra totalmente rodeada por la colonia alemana de Kamerun porque los franceses cedieron parte del territorio de su colonia de África Ecuatorial Francesa en 1911 como solución a la crisis de Agadir, lo que se llamó Neukamerun.

Desde mediados de la década de 1880 un líder nativo de la isla de Fernando Poo, Esaási Eweera, se había enfrentado al rey bubi Moka y a principios de 1898 se rebeló contra los españoles. Para 1904 este líder rebelde dominaba el centro y el sur de la isla, donde los españoles no tenían asentamientos. En julio de 1904 el gobernador interino Montero mandó a la Guardia Civil, al mando del teniente José de la Torre Rey. Se capturó a Eweera, que fue llevado a la misión de Concepción, obligándosele a entregar ganado en señal de sometimiento a Alfonso XIII. Posteriormente, se le llevó enfermo en una hamaca a Santa Isabel, donde murió en un hospital.
En el decreto de 1904 se establecía que los nativos podían ser usados en obras de interés general. Cuando las autoridades españolas lo intentaron, un grupo de bubis liderados por Luba se rebeló. A principios de junio de 1910 el cabo de la Guardia Colonial León Rabadán, del puesto de Musola, fue con tres guardias al poblado de Balachá para hacerles obedecer. Unos 200 bubis armados con fusiles mataron a Rabadán y a dos de los guardias. El guardia superviviente llegó a San Carlos para informar. El 22 de julio un teniente de la Guardia Colonial salió de Santa Isabel con 80 hombres y se enfrentó con los bubis rebeldes matando a Luba y capturando a su hijo y a otros a cinco bubis. Tres bubis murieron por heridas de combate en un hospital de Santa Isabel. Otros dos fueron sometidos a jurisdicción militar.
En agosto de 1905 el subgobernador de Bata, Luis Ramos-Izquierdo y Vivar, realizó una expedición a territorio continental con más de 200 hombres pero solo se adentraron 30 kilómetros hacia el interior.
Como la frontera norte de la zona continental no estaba determinada con exactitud se envió una expedición al mando de Enrique D'Almonte que partió de Cádiz. Recorrió la frontera norte del territorio continental guineano español entre octubre y noviembre de 1906. Tras esto estuvo en la frontera este, en el meridiano 9º Este de París, y se reunió con el comisionado alemán Foerster en el poblado de Akonanyi. Luego marcharon juntos por la frontera norte hacia el oeste colocando señales de piedra y cemento.
En 1908 la Guardia Colonial para sustituir a la Policía Indígena, que a finales de ese año estaba distribuida en diez puestos por Fernando Poo.
En 1911 hubo quejas de jefes nativos de que el subgobernador Aleñá estaba usando la Guardia Colonial para reclutar braceros. Ese mismo año Fernando Carranza, capitán del puesto de Bata, atacó el poblado rebelde de Oncó, donde los nativos enyé se negaban a reconocer la autoridad española, produciéndose doscientos muertos.
En 1911 Enrique D'Almonte realizó un mapa con una delimitación aceptada franceses y alemanes, realizada con información obtenida con por Foerster y por el francés Augustin Cottes, que remitió al gobernador Barrera. Este, a su vez, envió el mapa al Gobierno de España en Madrid el 27 de septiembre.
En 1913 el jefe pámue Rokobongo empezó a cobrar tributos a los comerciantes que iban a Bata, lo que motivó un ataque español.
En 1914 estalló la Primera Guerra Mundial, en la cual España fue neutral. En 1915 cuarenta nativos, cinco de los cuales llevaban uniforme inglés, se juntaron en el poblado de Bisé y luego mataron a dos comerciantes alemanes y a cinco de sus porteadores en Ayameken. El juez español Enrique Hernández-Carrillo dictó en Santa Isabel contra los responsables una sentencia que incluyó seis penas de muerte.
El gobernador Ángel Barrera quiso realizar una operación de castigo contra rebeldes pamúes al norte de Bata, atrincherados entre Enkobison y Makak, liderados Bongo Roku. Estos habían atacado a caravanas alemanas. El encargado de la misma fue el teniente Tomás Buiza Martos, que juntó a 100 guardias coloniales de los destacamentos de Mikomesen, N’Guamban, Ayameken, Meloko, Yengüe y Bata, a los que se sumaron posteriormente 24 hombres de Bata y Campo. En el combate murieron al menos 115 rebeldes y hubo muchos heridos. Por la parte española solo murió un guía y hubo 17 guardias heridos. Los españoles capturaron a 36 mujeres y a 34 niños, que Buiza envió de inmediato a Bata. Roku también fue capturado y declaró que había sido instigado a la rebelión por los líderes nativos Dongomakoa y Alogo, que le habían entregado también pólvora procedente de los ingleses.
En 1915 comenzó la evacuación de la colonia alemana de Camerún a consecuencia de la invasión de los aliados. El gobernador Karl Ebermaier y el comandante Karl Zimmermann, con soldados y otros acompañantes, entraron en la Guinea española por Punta N'Grande. Entraron un total de 60.000 personas, en diferentes oleadas. El gobernador Barrera escribió el 15 de febrero de 1916 a Ebermaier una carta en la que le recordaba que los alemanes debían someterse a las leyes españolas y que era imposible que permaneciesen allí. Muchos alemanes fueron enviados a España y Alemania, otros se quedaron e hicieron negocios en la Guinea española hasta la independencia y 17.000 fueron internados temporalmente en campos que construyeron ellos mismos en Fernando Poo, bajo la dirección de oficiales alemanes. Para controlar la situación, se mandó a Fernando Poo una expedición de infantería de Marina española, procedente sobre todo de Larache. El contingente lo formaban el comandante Manuel Jiménez Pidal, tres capitanes, cuatro tenientes, tres médicos, seis sargentos, siete practicantes, doce cabos, tres cornetas, un tambor y 129 soldados.
Tras la Primera Guerra Mundial, Francia ocupaba los territorios fronterizos de Gabón y Camerún, que quedó dividido entre Francia y Gran Bretaña. En 1920 el gobernador Barrera, tras visitar San Carlos, Annobón y Elobey, partió de Bata el 1 de agosto con una expedición de 434 personas para recorrer las fronteras continentales de la Guinea española. En 1923 Barrera realizó otro viaje para inspeccionar el territorio.
En 1925 pasó a ser gobernador Miguel Núñez de Prado, un general del Ejército de Tierra procedente de Marruecos. La dictadura de Miguel Primo de Rivera destinó a la Guinea española 22,5 millones de pesetas para obras públicas. Este dinero debía gastarse en: una red de carreteras en Fernando Poo; pistas en el continente aparte de las que unían puestos y factorías; nuevos hospitales en Santa Isabel, San Carlos, Bata y Elobey; tres estaciones sanitarias ambulantes en Fernando Poo y otras en Bata, Punta N'Bonda, Río Campo, Milomesén, Ebibeyín, Río Benito, Elobey, Cogo, Asobla, Kangañe, Alén y N'Sork; tuberías para traer agua y alcantarillado en Santa Isabel; y una red de escuelas en la Guinea española continental.
En 1921 empezó a ejercer como oficial de la Guardia Colonial Julián Ayala, que cosechó fama de despótico entre los fang. Construyó nuevas instalaciones con trabajo de los fang en Mikomeseng. Desde marzo de 1922 encabezó expediciones para recoger armas en manos de nativos y hacer notar la autoridad española.
En la década de 1920 empezaron a actuar en la Guinea española continental compañías madereras españolas. Se hacía en base a concesiones que no superaban las 10.000 hectáreas y los madereros debían llevar a cabo una repoblación suficiente.
El ferrocarril se desarrolló un poco en Fernando Poo. En 1914 salió el primer tren entre Santa Isabel y Banapá, que en 1916 se extendió hasta Timbabé y Sampaca. Posteriormente, se extendió hasta Basupú. En 1926 llegaba hasta Bolaopí. Sin embargo, en 1931 se acordó promover las carreteras y abandonar el desarrollo ferroviario.

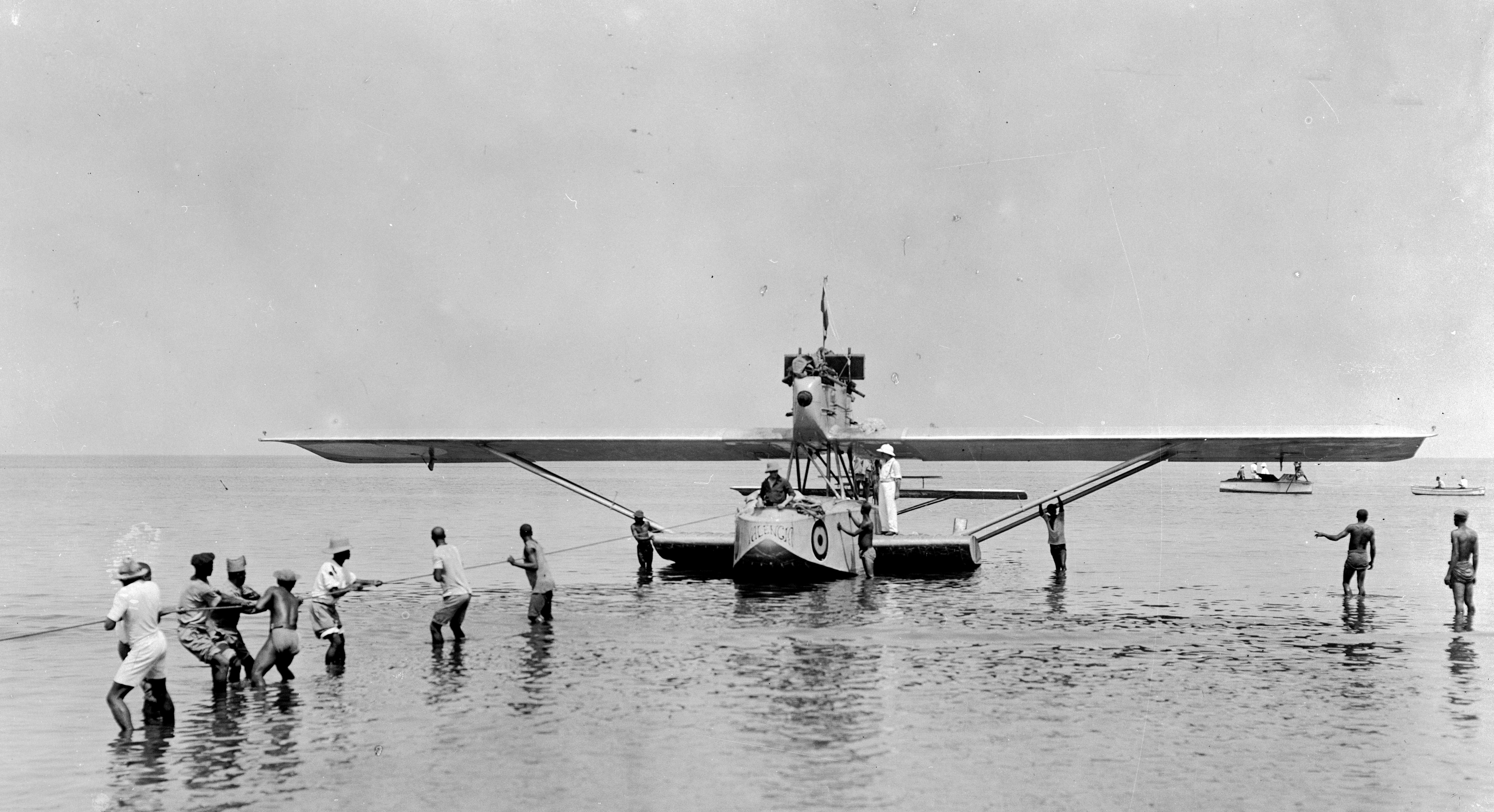
La Patrulla Atlántida realizó un levantamiento fotográfico y cartográfico del territorio entre 1926 y 1927.

En 1926, a consecuencia de las protestas del rey Uganda I de Corisco y del rey bubi Malabo, España disolvió las monarquías ndowé y bubi. Ese mismo año la capital del distrito sur pasó de Elobey Chico a Cogo.
El 10 de diciembre de 1926 tres hidroaviones Dornier Wal, conocidos como la Patrulla Altántida, volaron de la base del Atalayón de Melilla hasta la Guinea española para cartografiar el territorio.
En 1931 se proclamó en España la Segunda República. El gobernador Núñez de Prado, criticado por ejercer castigos físicos a otros europeos y por su nepotismo, fue destituido por el primer gobernador republicano.
En 1931 tuvo lugar un vuelo con un avión CASA-Breguet 19 "Bidón" de Sevilla a Bata.
En 1932 el gobierno español deportó a 121 sindicalistas barceloneses a Annobón y se trajeron marroquíes a estos territorios para obras públicas.
En 1936 había 157.881 habitantes en la Guinea española, de los cuales 2.000 eran europeos. Ese mismo año se creó un partido político, llamado Frente Popular, con 150 personas de izquierdas que empezó a cerrar iglesias y a defender los derechos de los negros. El gobernador, Luis Sánchez Guerra, se alarmó y decretó primero el estado de alerta y, en junio, el estado de excepción. El gobernador pidió refuerzos al Ministerio de Marruecos y Colonias y llegó el buque Méndez Núñez, de la Armada, a Santa Isabel el 24 de junio.
El 19 de julio llegaron las noticias del asesinato del diputado monárquico José Calvo Sotelo. Un grupo de católicos se reunió en su memoria en Santa Isabel y fueron sancionados por ello con multa de 50 pesetas. El 26 de julio la prensa local habló de que una rebelión contra la república había fracasado en algunas ciudades y que la situación está controlada. Las noticias de la guerra civil se sucedieron y el capitán Ayuso, de la Guardia Civil, habló en Fernando Poo con el teniente coronel Luis Serrano Maranges, de la Guardia Colonial, para unirse a la rebelión. El 18 de septiembre el gobernador Sánchez Guerra fue destituido y los miembros del Frente Popular guineano detenidos. Serrano asumió las funciones de gobierno y, el 20 de septiembre, se solicitó desde la isla a Miguel Hernández Porcel, subgobernador del territorio continental, que entregase el mando a un guardia colonial rebelde pero se negó.
El 23 de septiembre el barco Jegavic salió de Santa Isabel con sublevados que desembarcaron en Kogo y, tras tomar Río Benito y la estación de radio de Botando, se dirigieron a tomar Bata. Fueron repelidos, produciéndose dos muertes en el bando republicano. El buque Fernando Poo, fondeado en Bata, fue utilizado como prisión de clérigos y monjas acusados de conspiración. El 14 de octubre llegó a la bahía de Bata desde las Islas Canarias el buque Ciudad de Mahón, que bombardeó al Fernando Poo hundiéndolo con los prisioneros a bordo. Desembarcaron tropas moras comandadas por Francisco Pérez Barrueco. Los republicanos, no pudiendo oponer resistencia, se retiraron en dirección a Gabón.

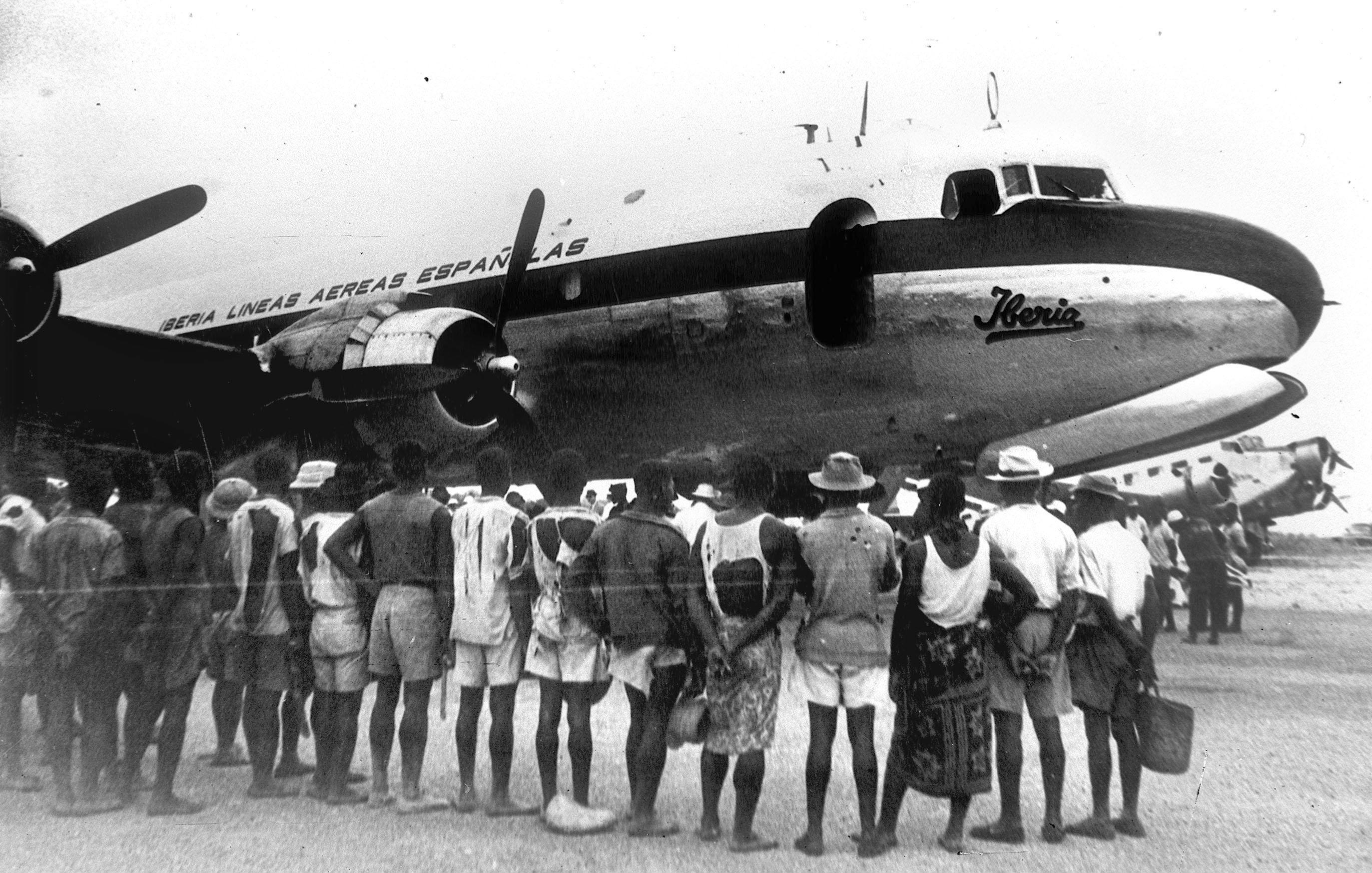
Vuelo inaugural con Iberia de Madrid a Bata, año 1941.

En 1941 la compañía Iberia empleó un avión De Havilland 90 Dragonfly para una línea aérea entre Santa Isabel y Bata.
Durante la Segunda Guerra Mundial, en la noche del 14 al 15 de enero de 1942 en la Guinea española, concretamente en la ciudad de Santa Isabel de la isla de Fernando Poo, ocurrió una batalla entre un comando británico y buques de las Fuerzas del Eje que estaban refugiados allí. El ataque tenía el nombre en clave de Operación Postmaster. El comando acabó logrando sacar los buques capturados del puerto, pero estos alertaron a las fuerzas españolas allí destacadas. España recriminó ante la embajada británica el ataque en aguas soberanas de un Estado en posición neutral, pero el gobierno de Londres se excusó diciendo que se encontraron los buques en alta mar y que solamente los condujeron al puerto de Lagos. Además, Alemania e Italia recriminaron al gobierno español no haber sabido defender los buques. Italia llegó incluso a querellarse contra España.
En 1956 los territorios se organizaron como provincia del Golfo de Guinea y en 1959, los territorios españoles del golfo de Guinea adquirieron el estatus de provincias españolas, sumándose al resto de provincias metropolitanas. El territorio se dividió en dos provincias: Fernando Poo y Río Muni, y se denominó Región ecuatorial española. Como tal región, fue regida por un gobernador general ejerciendo todos los poderes civiles y militares. Las primeras elecciones locales se celebraron en 1960, y se eligieron los primeros procuradores en cortes ecuatoguineanos. En septiembre de 1960 quedaron constituidas la Diputación Provincial de Fernando Poo y la Diputación Provincial de Río Muni.

#### Autonomía (1964-1968) e independencia (1968)

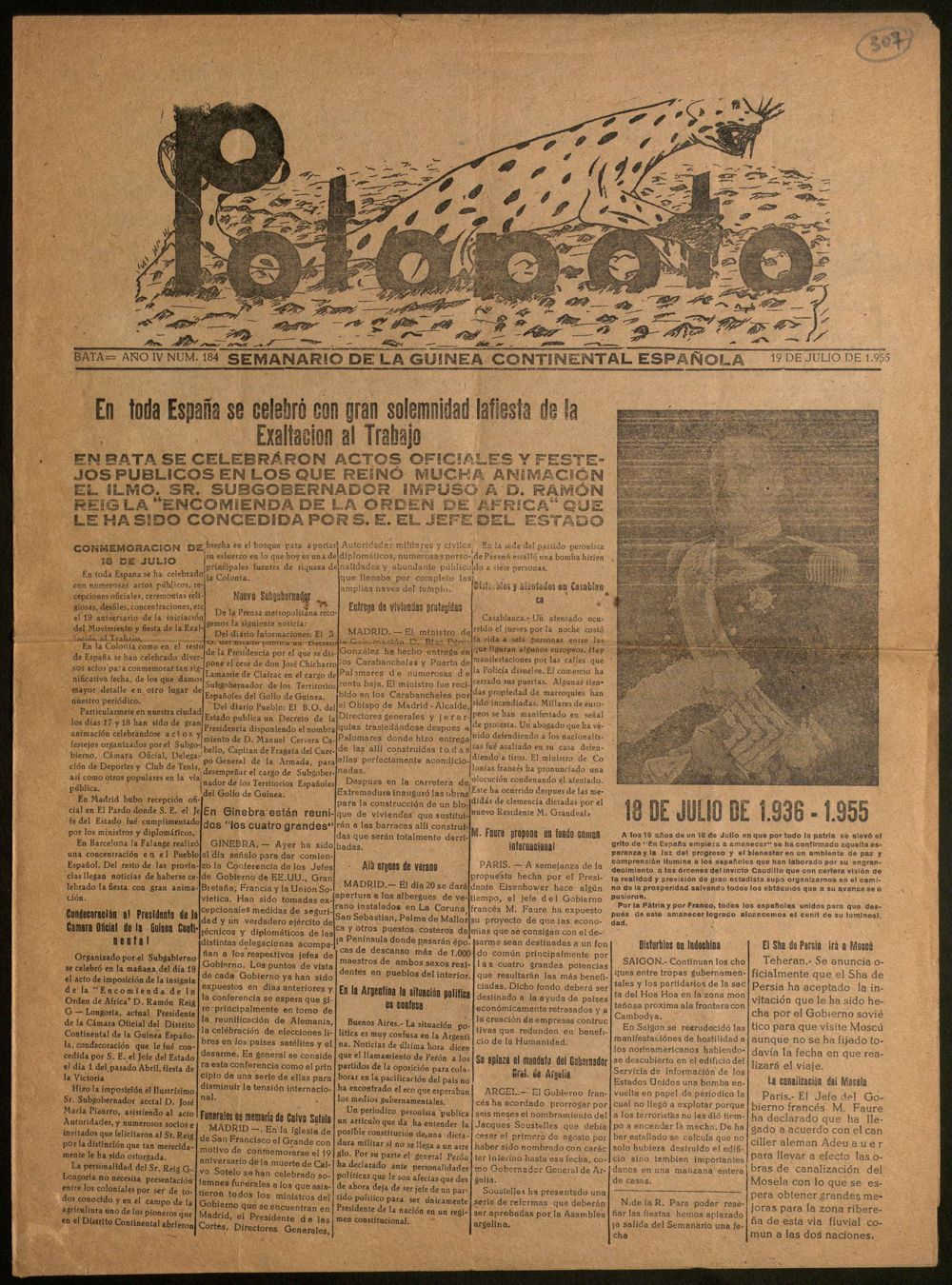
Cabecera de "Potopoto-Semanario de la Guinea Continental Española" del 19 de julio de 1955.

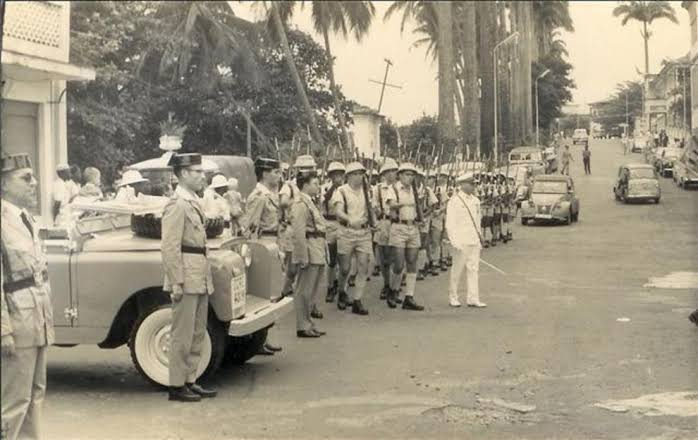
Infantería de Marina en Guinea Ecuatorial 1964.

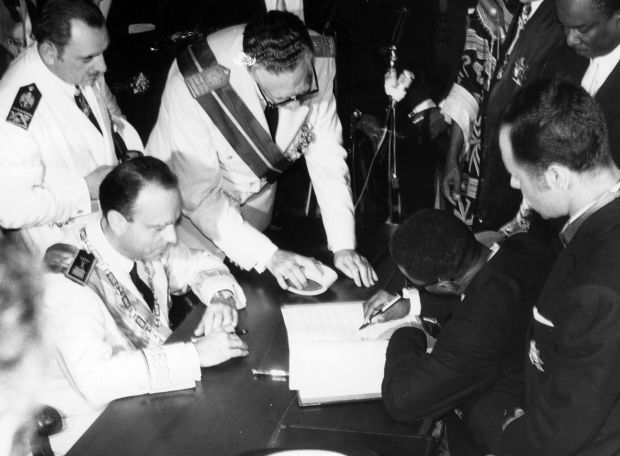
Firma de la independencia de Guinea Ecuatorial por el entonces ministro español Manuel Fraga junto al nuevo presidente Macías Nguema el 12 de octubre de 1968.

Bajo la Ley Básica de diciembre de 1963, las dos provincias fueron reunificadas como Guinea Ecuatorial y dotadas de una limitada autonomía, con órganos comunes a todo el territorio (entre ellos un cuerpo legislativo) y organismos propios de cada provincia. Aunque el comisionado general nombrado por el gobierno español tenía amplios poderes, la Asamblea General de Guinea Ecuatorial tenía considerable iniciativa para formular leyes y regulaciones. Se constituyó un Consejo de Gobierno Autónomo presidido por Bonifacio Ondó Edu.
Con posterioridad se formó una convención constituyente que produjo una ley electoral y un borrador de constitución. El referéndum constitucional de Guinea Ecuatorial se produjo el 11 de agosto de 1968, bajo la supervisión de un equipo de observadores de la Organización de Naciones Unidas. Un 63 % del electorado votó a favor de la Constitución, que preveía un gobierno con una Asamblea General y un Tribunal Supremo con jueces nombrados por el presidente. 
Las primeras elecciones de la recién creada Guinea Ecuatorial dieron la victoria a Francisco Macías Nguema, y la independencia de Guinea Ecuatorial se proclamó el 12 de octubre de 1968. Macías gobernó de manera dictatorial hasta que fue depuesto, juzgado y mandado fusilar por su sobrino Teodoro Obiang el 29 de septiembre de 1979.

## Población

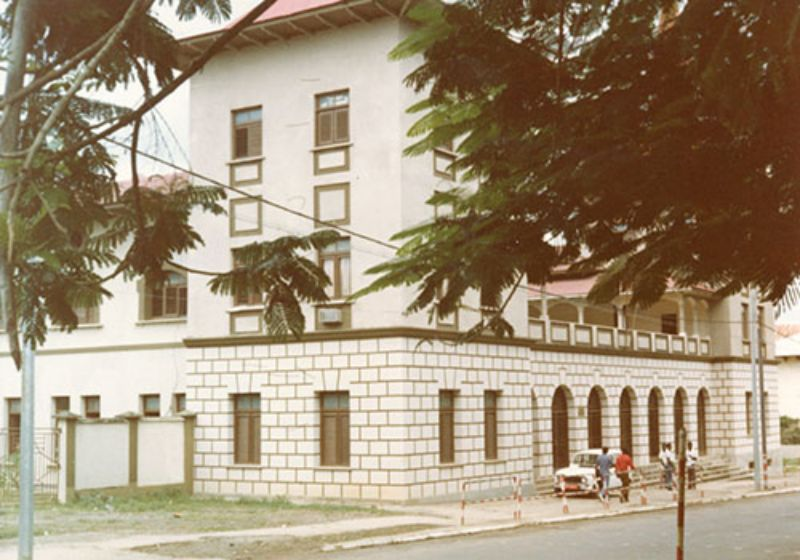
Vista parcial en 1983 de la fachada del edificio del Centro Cultural Hispano Guineano en Malabo, sede inicial del Centro Asociado de la UNED en 1981. El edificio, inaugurado el 18 de julio de 1956, fue el Instituto de Enseñanza Media Cardenal Cisneros.

Durante el período colonial la población estaba estratificada en:
1. Peninsulares, blancos españoles cuya inmigración estaba regulada por el gobierno.
2. Emancipados, población negra asimilada a los blancos. Con educación cristiana española.[114] Algunos descendientes de esclavos liberados enviados de Cuba, deportados o libres, en el siglo XIX.[114] Se incluían los mulatos reconocidos por su padre blanco.[114] Constituían una pequeña minoría, y podían comprar aceite de oliva, pan de trigo y bebidas alcohólicas.[115] Además tenían derecho a beber en público en los mismos bares que los blancos y a tener propiedades.[115] Los requisitos para acceder a este grupo social incluían ser monógamo,[116] ser bien visto por la Iglesia o las autoridades locales[116] (siendo necesario presentar un Certificado de buena conducta religiosa),[117] tener una buena situación económica[115] y tener un título académico o educación formal (saber leer y escribir).[116] El órgano encargado de conceder o revocar el estatus de emancipado era el Patronato de Indígenas.[116]
3. Individuos de color bajo patronato, la mayoría de la población indígena, generalmente bantúes. No tenían propiedades y podían ser obligados a trabajar. Se incluían los mulatos no reconocidos.
4. Trabajadores africanos procedentes de Nigeria o Camerún, y personas de diversos orígenes.

Este sistema de estratificación social fue establecido en 1944 y desapareció en 1964 con la entrada en vigor de la autonomía.

Población en la Guinea Española
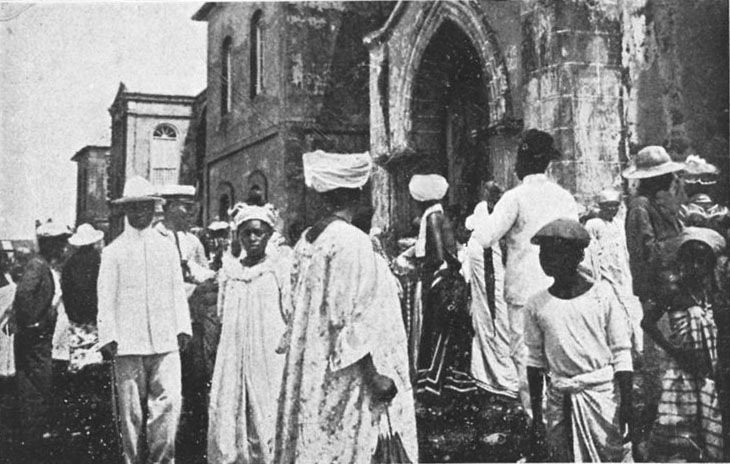
Bengas de Corisco (1910).
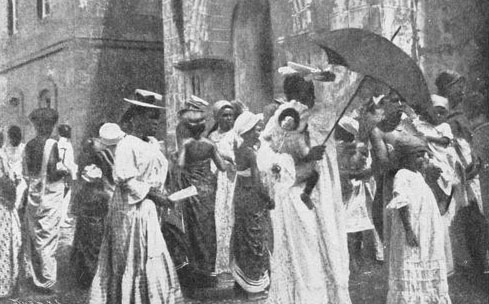
Saliendo de misa (1910).
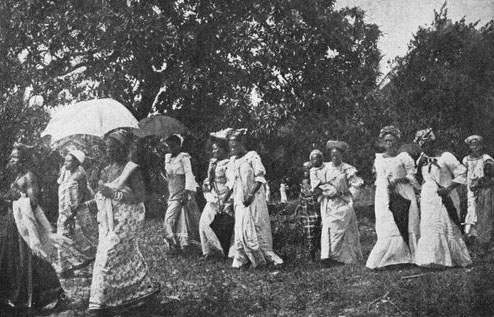
El Recoletos de Corisco (1910).
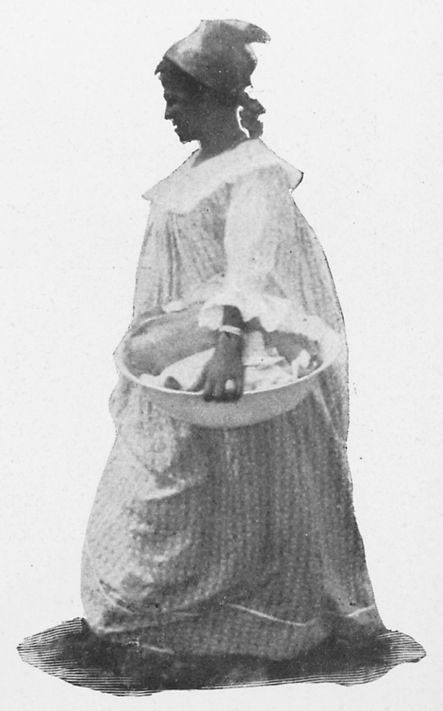
Lavandera benga (1910)
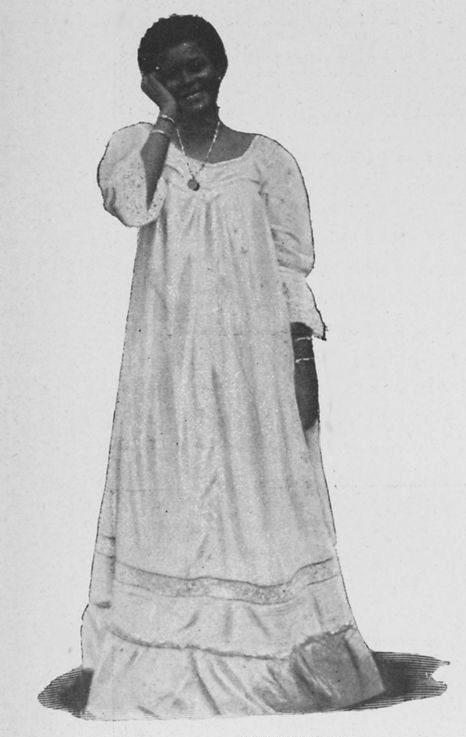
Mulata benga (1910)

## Deportes

### Fútbol
La Federación de Guinea Española de Fútbol se creó el 26 de noviembre de 1948, empezando a organizar el campeonato regional la temporada 1948-1949. Dicho campeonato subsistió durante veinte temporadas, hasta su desaparición con la independencia del país tras la campaña 1967-1968. La Federación la formaban dos zonas, Insular (sede en Santa Isabel) y Continental (sede en Bata).
Al principio los campeonatos se organizaron por separado en las dos zonas de la colonia, con un campeonato de liga de tres categorías (Primera, Segunda y Tercera) en la zona Insular, y otro de dos categorías (Primera y Segunda) en la zona Continental. Así la temporada 1951-1952 militan en primera Cultural, Rebola, Juventud, Racing, Laka, Español, Isleño e Ibós (zona insular) y Continental, Ekuku, Racing, Royal, Africano, Hércules, Atlético y Las Palmas (zona continental).
Posteriormente se organizaron campeonatos separados para europeos e indígenas; la temporada 1956-1957 están afiliados a la federación los «europeos» CD Juvenil, Barcelona Júnior, CD Santa Isabel, CD Los Polos y CD Canarias (todos de Santa Isabel) y los «indígenas» CD Cultural, CD Hércules, CD Escolar, CD Español de Santiago de Baney, CD Isleño, CD Oriental y CD San Fernando (también todos de Santa Isabel).
La Federación de Guinea Española de Fútbol también organizó un torneo de Copa en el territorio.

## Sellos

Algunos sellos de la Guinea Española
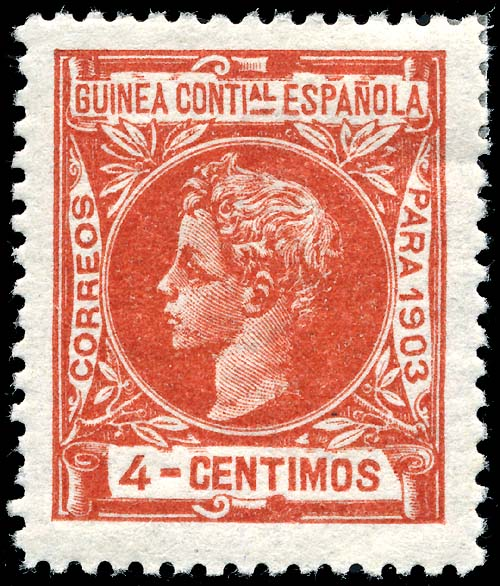
Sello de cuatro céntimos de 1903.
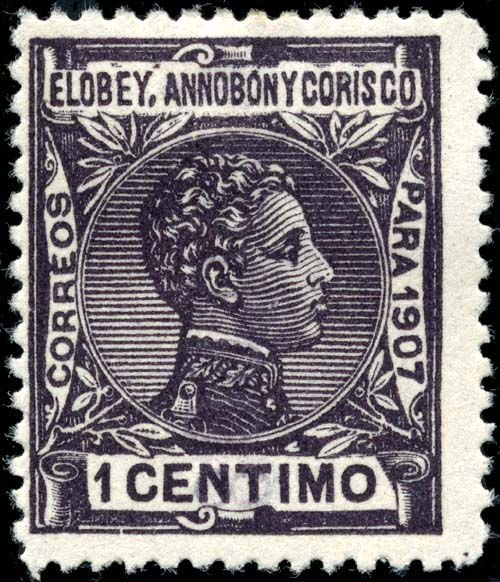
Sello de un céntimo de 1907.
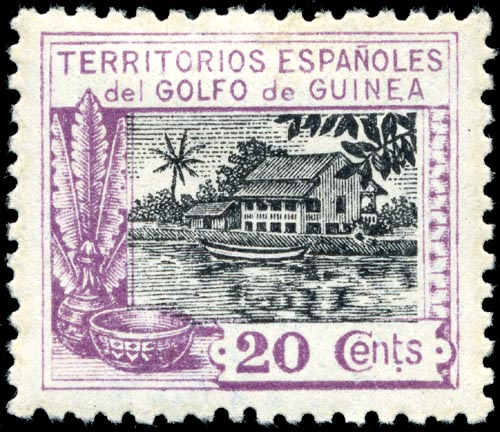
Sello de 20 céntimos de 1924.
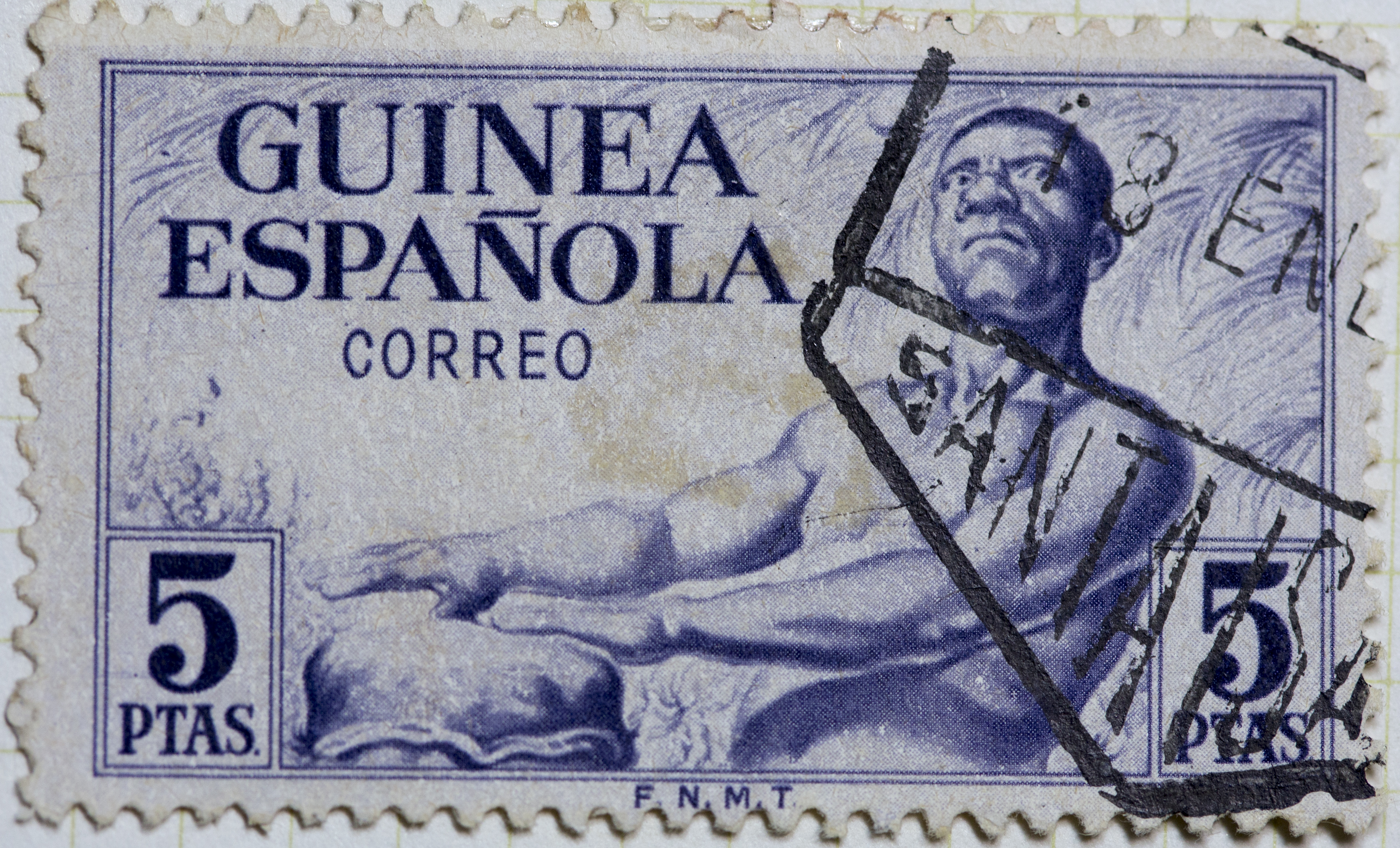
Sello de 5 pesetas de 1952.

## En la cultura popular
- Palmeras en la nieve (novela de 2012)
- Palmeras en la nieve (película de 2015)